# 대곡면
대곡면(大谷面)은 대한민국 경상남도 진주시의 면이다. 넓이는 56.26km2이고, 인구는 2006년 기준으로 4,524명이다.

## 행정 구역
- 대곡리(大谷里)
- 설매리(雪梅里)
- 월암리(月岩里)
- 유곡리(楡谷里)
- 월아리(月牙里)
- 와룡리(臥龍里)
- 마진리(麻津里)
- 덕곡리(德谷里)
- 단목리(丹牧里)
- 광석리(廣石里)
- 가정리(佳亭里)
- 용암리(龍岩里)

## 교육
- 대곡초등학교 (와룡리)
  - 마진분교 (폐교) - 마진한실로257번길 14 (마진리)
  - 월암분교 (폐교) - 월암로 341 (월아리)(現 선인국제중학교)
- 단목초등학교 (폐교) - 오방로 6 (단목리)
- 대곡고등학교